# La Albuera
La Albuera là một đô thị Spanish cách Badajoz 12 dặm về phía đông nam. Dân số năm 2005 là 1.820 người.